# هایلند پارک، شهرستان یاواپای، آریزونا
هایلند پارک (به انگلیسی: Highland Park) یک منطقهٔ مسکونی در ایالات متحده آمریکا است که در آریزونا واقع شده‌است. هایلند پارک ۱٬۹۵۴ متر بالاتر از سطح دریا واقع شده‌است.